# Левич Яким Давидович
Яки́м Дави́дович Ле́вич (16 лютого 1933, Кам'янець-Подільський — 29 липня 2019, Київ) — український художник єврейського походження. Член Спілки художників УРСР з 1967 року, потім
Національної спілки художників України.

## Біографічні відомості
Навчався в республіканській художній школі. 1960 року закінчив Київський художній інститут (нині — Національна академія образотворчого мистецтва і архітектури).
Працював художнім редактором дитячого журналу «Малятко», ілюстрував твори для дітей, зокрема, Григора Тютюнника. Один із найсвоєрідніших художників вітчизняного андеграунду 1960—1980-х, в якому підтримкою були спілкування з колом митців покоління шістдесятників  — Валерієм Ламахом, Анатолієм Лимарєвим, Віленом Барським та ін. Картини Левича, глибоко ліричні, позначені особливою авторською манерою кольоропису, продовжуючи традиції вітчизняного мистецтва, насичують їх новим досвідом.
Твори зберігаються в Національному музеї України, музеї історії Києва, музеї Роджерс-Університету (США), у фондах Міністерства культури та Спілки художників, у Зібранні (колекції) образотворчого мистецтва Градобанку, в інших приватних колекціях Києва, Санкт-Петербурга, Софії, а також у США, Англії, Ізраїлі, Німеччині.
Автор пам'ятника скорботи «Менора» в Бабиному Яру в Києві (1991, у співавторстві з Юрієм Паскевичем і сином Олександром Левичем).

## Основні виставки
- Колективні:

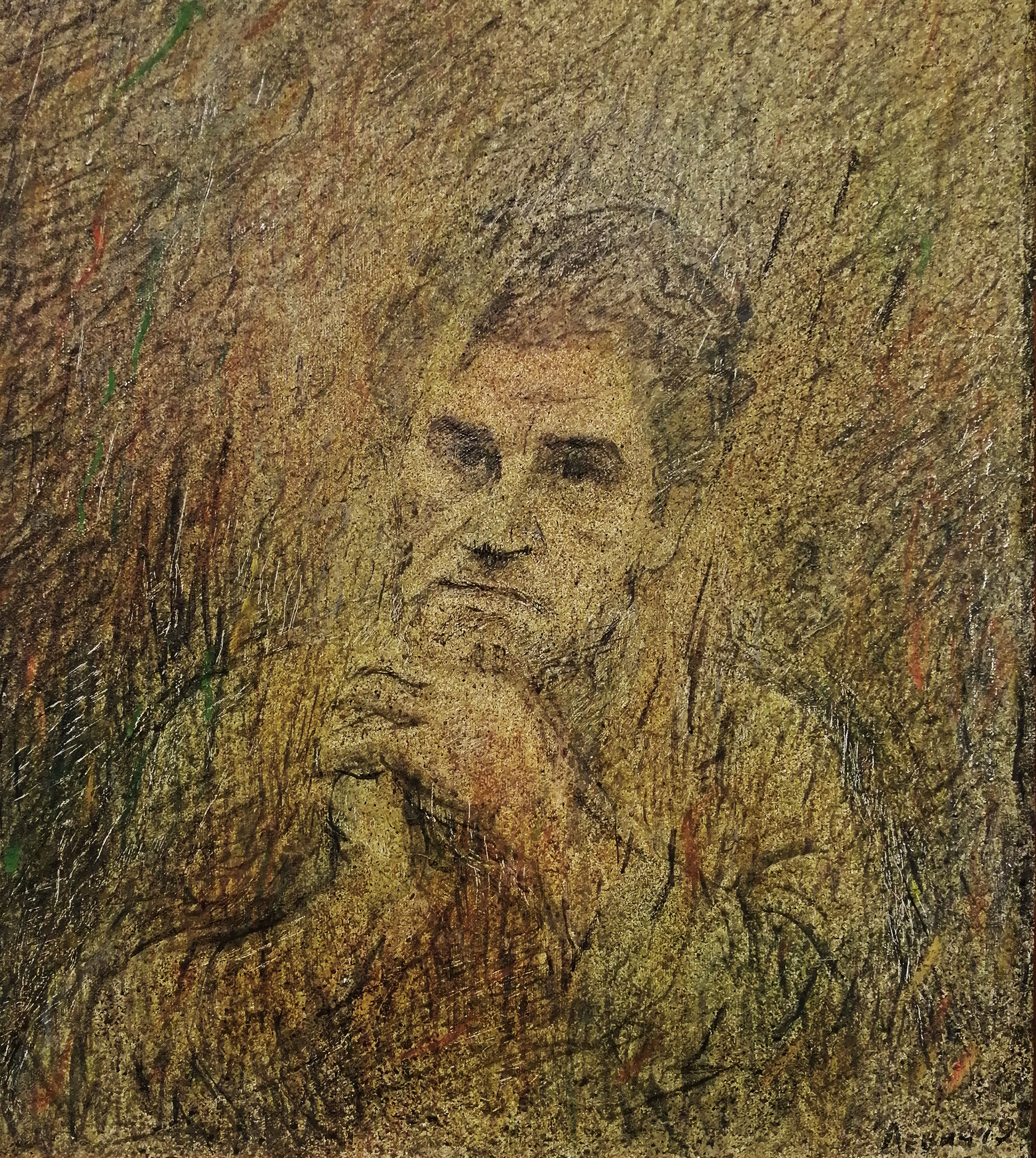
Я. Левич. Портрет Григора Тютюнника. П.,о., 80х60.1979

  - 1985 — «Виставка дев'яти» (Київ, зал Спілки художників)
  - 1989 — «Український живопис 60-80-х рр.» (Оденсе, Данія)
  - 1992 — «Український живопис» (Тулуза, Франція)
- Персональні
  - 1978 — виставка графіки (Львів — Київ, зал Спілки художників)
  - 1991 — Київ, Український дім
  - 1992 — Київ, Національний музей України
  - 1994 — Київ, Український дім
  - 1995 — Музей хасидського інституту мистецтв (Нью-Йорк, США)
  - 1998 — Галерея «36» Київської спілки художників
  - 2001 — Галерея «Тадзіо»
  - 2006 — Київ, Центр сучасного мистецтва «Совіарт»